# Ниеминен, Минна
Минна Элийса Ниеминен (фин. Minna Eliisa Nieminen; род. 31 августа 1976[…], Лаппеэнранта, Кюми) — финская гребчиха, выступавшая за сборную Финляндии по академической гребле в период 2001—2012 годов. Серебряная призёрка летних Олимпийских игр в Пекине, серебряная и дважды бронзовая призёрка чемпионатов мира, обладательница серебряной медали чемпионата Европы, победительница многих регат национального значения.

## Биография
Минна Ниеминен родилась 31 августа 1976 года в городе Лаппеэнранта провинции Южная Карелия, Финляндия.
Заниматься академической греблей начала в 1998 году, проходила подготовку в городе Иматра в местном клубе «Вуоксен Соутаят».
Дебютировала в гребле на взрослом международном уровне в сезоне 2001 года, когда вошла в основной состав финской национальной сборной и выступила на этапе Кубка мира в Мюнхене, где в зачёте парных одиночек лёгкого веса заняла итоговое седьмое место.
В 2002 году отметилась выступлением на чемпионате мира в Севилье, став одиннадцатой в лёгких парных двойках.
В 2003 году в той же дисциплине стартовала на мировом первенстве в Милане, но была далека от попадания в число призёров.
На чемпионате мира 2004 года в Баньолесе взяла бронзу в женских парных одиночках лёгкого веса.
В 2005 году в лёгких парных двойках одержала победу на этапе Кубка мира в Мюнхене, выиграла бронзовую медаль на мировом первенстве в Гифу.
На чемпионате мира 2006 года в Итоне была в лёгких парных двойках шестой.
В 2007 году побывала на мировом первенстве в Мюнхене и на европейском первенстве в Познани, откуда привезла награды серебряного достоинства.
Благодаря череде удачных выступлений удостоилась права защищать честь страны на летних Олимпийских играх 2008 года в Пекине — вместе с напарницей Санной Стен в программе парных двоек лёгкого веса пришла к финишу второй позади экипажа из Нидерландов и тем самым завоевала серебряную олимпийскую медаль.
После пекинской Олимпиады Ниеминен осталась в составе гребной команды Финляндии на ещё один олимпийский цикл и продолжила принимать участие в крупнейших международных регатах. Так, в 2009 году в парных двойках она выступила на чемпионате мира в Познани — квалифицировалась здесь лишь в утешительный финал B и расположилась в итоговом протоколе соревнований на девятой строке.
В 2010 году в парных двойках заняла 11 место на мировом первенстве в Карапиро и 10 место на европейском первенстве в Монтемор-у-Велью.
На чемпионате мира 2011 года в Бледе закрыла в парных двойках десятку сильнейших.
Пыталась пройти отбор на Олимпийские игры 2012 года в Лондоне, однако на олимпийской квалификационной регате FISA в Люцерне выступила неудачно. Вскоре по окончании этого сезона приняла решение завершить спортивную карьеру.
Впоследствии проявила себя в политике, в 2017 году избрана депутатом на муниципальных выборах общины Мухос от Социал-демократической партии Финляндии.